# Bataille de Slim River
Théâtre d'Asie du Sud-Est de la Guerre du Pacifique
Batailles
Campagne de Malaisie
- Invasion japonaise de la Malaisie
- Opération Krohcol
- Occupation japonaise de la Malaisie
- Attaque du Prince of Wales et du Repulse
- Bataille de Jitra
- Gurun
- Kampar
- Slim River
- Gemas (en)
- Muar
- Endau (en)

Japon :
- Raid de Doolittle
- Bombardements stratégiques sur le Japon (Tokyo
- Yokosuka
- Kure
- Hiroshima et Nagasaki)
- Raids aériens japonais des îles Mariannes
- Campagne des archipels Ogasawara et Ryūkyū
- Opération Famine
- Bombardements navals alliés sur le Japon
- Baie de Sagami
- Invasion de Sakhaline
- Invasion des îles Kouriles
- Opération Downfall
- Reddition du Japon

Pacifique central :
- Pearl Harbor
- Guam (1941)
- Wake
- Raid sur les îles Gilbert et Marshall
- Opération K
- Midway
- Opération RY
- Campagne des îles Gilbert et Marshall
- Campagne des îles Mariannes et Palaos
- Campagne des archipels Ogasawara et Ryūkyū
- Opération Inmate

Pacifique du sud-ouest :
- Nauru
- Invasion des Philippines (1941-42)
- Invasion des Indes orientales néerlandaises
- Opérations de l'Axe dans les eaux australiennes
- Raids aériens japonais sur l'Australie (1942-43)
- Opération Ke
- Campagne des îles Salomon
- Campagne de Nouvelle-Guinée
- Campagne des Philippines
- Campagne de Bornéo (1945)

Asie du sud-est :
- Invasion de l'Indochine (1940)
- Océan Indien (1940-45)
- Guerre franco-thaïlandaise
- Invasion de la Thaïlande
- Campagne de Malaisie
- Hong Kong
- Singapour
- Campagne de Birmanie
- Opération Kita
- Indochine (1945)
- Détroit de Malacca
- Opération Jurist
- Opération Tiderace
- Opération Zipper
- Bombardements stratégiques (1944-45)

Guerre sino-japonaise
Front d'Europe de l’Ouest
Front d'Europe de l’Est
Bataille de l'Atlantique
Campagnes d'Afrique, du Moyen-Orient et de Méditerranée
Théâtre américain
La bataille de la rivière Slim se déroula durant la campagne de Malaisie en janvier 1942 durant la Seconde Guerre mondiale, opposant l’armée impériale japonaise à l’armée indienne britannique, sur la côte occidentale de la péninsule malaisienne.

## Contexte
Le 11 décembre 1941, les forces nippones entreprirent une incursion résolue dans le nord-ouest de la Malaisie en passant par le sud de la Thaïlande, tandis que, dès le sept décembre de la même année, elles abordèrent l’est malaisien à Kota Bharu. Depuis le territoire thaïlandais, elles progressèrent avec une constance implacable le long des rivages occidentaux de la péninsule, déjouant invariablement les velléités des troupes britanniques de contenir leur avancée. À Noël, les Japonais avaient assujetti tout le nord-ouest de la Malaisie. Un des rares épisodes où les forces britanniques opposèrent une résistance notable se produisit près de Kampar, sur les rives de la Dipang. La bataille de Kampar, qui s’étala sur quatre jours, fut marquée par l’habileté de l’artillerie britannique, causant aux envahisseurs des pertes considérables. Toutefois, le 2 janvier 1942, la 11e division d’infanterie indienne, inférieure en nombre et confrontée à des débarquements ennemis au sud des positions de Kampar, se trouva débordée. Devant le risque d’être encerclée et coupée de la voie menant à Singapour, elle se replia vers des défenses déjà aménagées à Trolak, à quelque cinq milles au nord de Slim River.

### Positions britanniques à Trolak
Les défenses érigées le long de la route menant à Trolak débutèrent par un corridor de quatre milles, s'étendant à partir de la borne des soixante milles, au sein d’une jungle presque infranchissable, pour atteindre la borne des soixante-quatre milles. Passé ce point, la route traversait une contrée plus dégagée, appartenant au domaine de Cluny Rubber, sur une distance de cinq milles, avant de parvenir au pont ferroviaire de Slim River. Là, elle obliquait vers l’orient, longeant les méandres de la rivière sur environ six milles supplémentaires, jusqu’à franchir celle-ci par un pont routier. Le commandement britannique, assuré par le major-général par intérim Paris — habituellement à la tête de la douzième brigade d'infanterie indienne — avait vu ses effectifs réduits après les engagements de Kampar. L’une des trois brigades, la brigade amalgamée 5/16, s’était repliée à travers les positions de la douzième brigade avant d’être redéployée plus au sud sur une ligne de défense côtière, afin de couvrir le flanc occidental de la division tout en bénéficiant de repos et de réorganisation. Il demeurait à Paris la douzième brigade indienne, placée sous les ordres du lieutenant-colonel Ian Stewart, ainsi que la vingt-huitième brigade Gurkha, dirigée par le lieutenant-colonel Ray Selby. Toutes deux étaient cependant amoindries par les lourdes pertes subies lors des précédents affrontements, que ce fût dans la bataille de Kampar ou au long de la route de Grik. Ces forces étaient affectées à la défense de la rive septentrionale de la rivière Slim.
Les bataillons commandés par Stewart s’étaient disposés avec une rigueur méthodique de part et d’autre de la grand-route, se déployant dans les frondaisons touffues de la jungle, au nord de Trolak. C’est là que s’ouvrait le domaine de Cluny Rubber, désigné pour abriter le quartier général établi par Stewart. À l’avant-garde, le 4/19ᵉ régiment d’Hyderabad occupait la première ligne défensive, renforcée par des obstacles antichars et des barrages routiers minutieusement aménagés. Plus en retrait, les positions fortifiées ultimes, dont le rôle se voulait décisif, étaient confiées au 5/2ᵉ régiment du Pendjab. Les 2e Argyll and Sutherland Highlanders, quant à eux, avaient été regroupés dans une posture défensive, bien que dépourvue d’obstacles antichars permanents ou de barrages routiers prévus à dessein. Sur le chemin et le long de la voie ferrée menant aux deux ponts stratégiques, les Gurkhas sous les ordres de Selby étaient disséminés avec une précision calculée.

### La force d'attaque japonaise
La force d’assaut japonaise émanait du groupement tactique placé sous la férule du colonel Ando, principalement constitué des éléments du quarante-deuxième régiment d’infanterie, ayant succédé à ceux du régiment Okabe, affilié au quarante et unième régiment d’infanterie. Ce dernier, sévèrement éprouvé lors de l’embuscade d’artillerie de Kampar, avait dû se replier après avoir essuyé des pertes considérables. Ces deux régiments étaient intégrés à la cinquième division. La formation d’attaque comprenait environ dix-sept chars moyens de type 97 et trois engins légers de type 95 Ha-Go, sous le commandement du major Toyosaku Shimada (島田豊作). Ce dernier conçut une stratégie singulière dans le cadre de la Seconde Guerre mondiale : initier une offensive nocturne en utilisant les blindés comme fer de lance de l’infanterie. Une telle entreprise, pour audacieuse qu’elle fût, n’était pas dénuée de périls, le faible degré de visibilité propre aux ténèbres nocturnes étant susceptible d’entraver gravement l’efficacité opérationnelle des équipages mécanisés,.

## Bataille
En l’après-midi du 5 janvier 1942, l’arrière-garde de la cinquième seizième brigade se repliait à travers les positions occupées par la douzième brigade. Peu après, l’avant-garde du quarante-deuxième régiment, placé sous le commandement du colonel Ando, parvint jusqu’aux défenses établies à Hyderabad. Une offensive de reconnaissance y fut menée, mais celle-ci fut promptement repoussée, coûtant soixante hommes aux forces nippones. Face à cet échec, le colonel Ando résolut de suspendre toute avancée et de patienter jusqu’à l’arrivée des blindés en renfort avant d’envisager une nouvelle manœuvre. Le lendemain, 6 janvier, la compagnie de chars dirigée par le major Shimada fit jonction avec les forces présentes. Ce dernier, désireux de s'écarter des stratagèmes ordinaires privilégiés par l’état-major japonais, sollicita instamment l’autorisation d’attaquer de front en empruntant directement la route principale, plutôt que de contourner les positions britanniques par les ailes, conformément aux tactiques conventionnelles de son armée.

### Positions de la12eBrigade

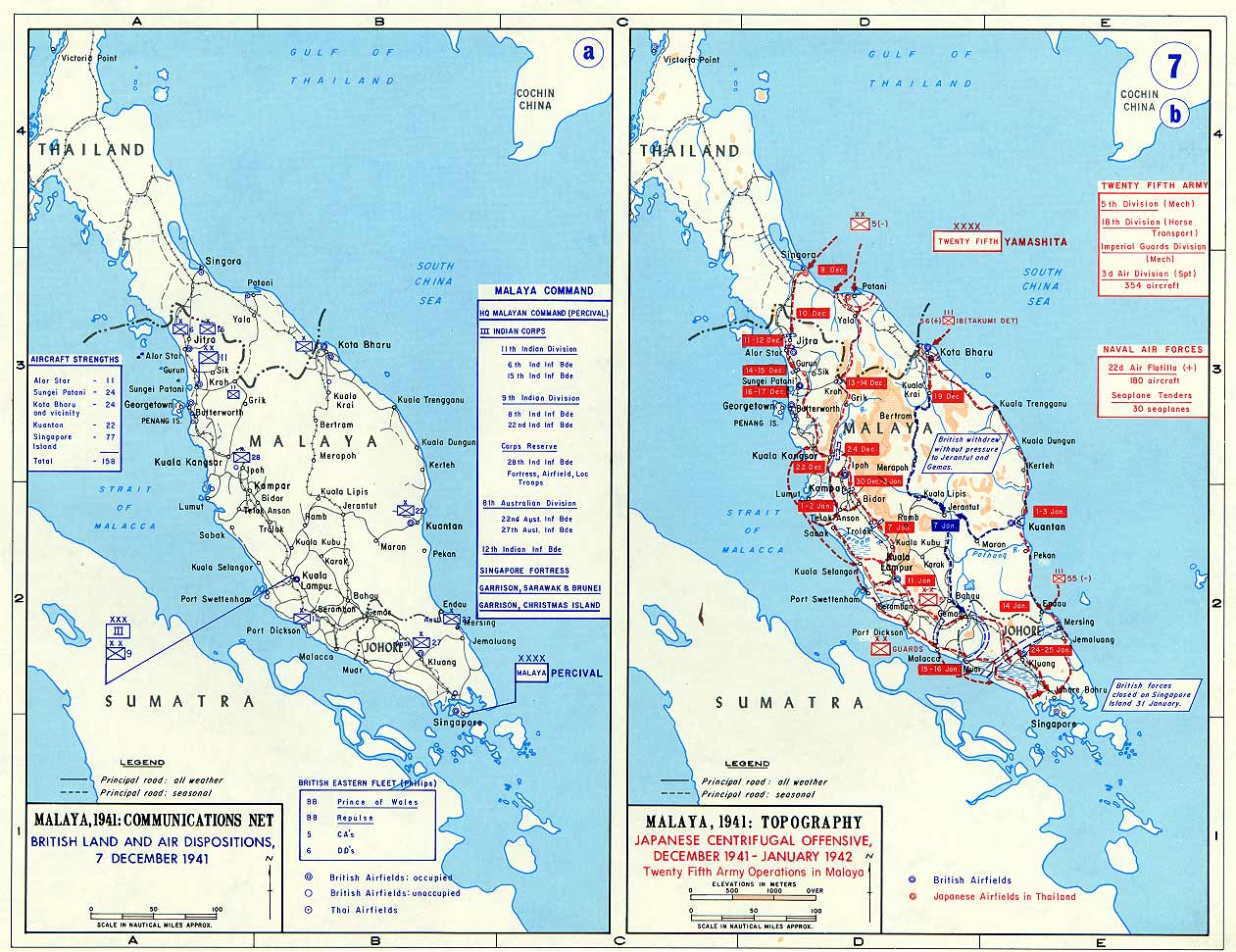
Cartes de la campagne malaise.

À trois heures trente du matin, le 7 janvier 1942, sous une pluie diluvienne, les forces commandées par Shimada initièrent un bombardement de mortiers et d’artillerie visant la première des positions britanniques, défendue par le 4/19ᵉ régiment d’Hyderabad. Ce dernier, placé sous l’autorité du major Alan Davidson Brown, se trouvait privé de son chef nominal, le lieutenant-colonel Eric Wilson-Haffenden, grièvement blessé lors d’une attaque aérienne antérieure. Les chars japonais s’engagèrent dans des manœuvres visant à contourner les dispositifs défensifs britanniques, tout en subissant les tirs nourris des troupes d’Hyderabad. Ces dernières parvinrent un instant à obtenir un appui d’artillerie suffisamment précis pour anéantir un blindé ennemi. Toutefois, privées de contact stable avec leurs soutiens d’artillerie et dépourvues d’armes antichars adaptées, les unités d’Hyderabad se trouvèrent en proie à l’assaut décisif des fantassins du troisième bataillon du 42e régiment japonais, sous les ordres d’Ando.
Ces derniers s’acharnèrent à ouvrir une brèche dans le barrage routier tenu par les défenseurs, exploitant leur vulnérabilité. En l’espace de quinze minutes, les ingénieurs japonais démantelèrent les obstacles, tandis que l’infanterie d’Ando enfonçait les lignes éparses des Hyderabads. Rapidement mis en déroute, ces derniers furent réduits à des groupes épars tentant de se replier en désordre dans la jungle. Dès lors, l’offensive japonaise gagna en intensité. Les blindés de Shimada, suivant de près l’infanterie, brisèrent toute résistance résiduelle, dispersant les derniers défenseurs. À quatre heures précises, ils s’élancèrent en direction de la prochaine unité britannique, consolidant ainsi l’avancée de leurs forces.
Quelques Hyderabadais, contraints au repli, se rabattirent sur le bataillon suivant, en l’occurrence le 5/2e régiment du Pendjab placé sous le commandement du lieutenant-colonel Charles Cecil Deakin. Ces hommes, dans leur retraite précipitée, avertirent les soldats pendjabis de l’approche imminente de chars ennemis en direction de leur position. Le lieutenant Shimada, à la tête de la colonne japonaise, vit ses deux véhicules d'avant-garde neutralisés par des mines dissimulées et les tirs précis des fusils antichars Boys, qui défendaient avec fermeté la ligne tenue par des Pendjabis plus aguerris. Dans la confusion de l'attaque, les Pendjabis réussirent également à incendier un troisième char à l’aide de cocktails Molotov, ce qui eut pour effet de bloquer la voie principale et de contraindre la colonne japonaise à s'entasser en un désordre quasi inextricable, pare-chocs contre pare-chocs, sur une route bordée d’une jungle impénétrable. Ce regroupement vulnérable aurait pu offrir une occasion inestimable à l’artillerie britannique pour infliger un coup décisif. Cependant, les lignes de communication ayant été sectionnées, aucune coordination ne fut possible, et cet avantage stratégique fut perdu. Dans cet entre-temps critique, l’infanterie de Shimada réussit à enfoncer les lignes des Pendjabis de Deakin, tandis que les blindés japonais trouvèrent une route de contournement non surveillée, leur permettant d’éviter l’obstruction causée par les véhicules détruits. Les Pendjabis, malgré leur détermination, résistèrent aux assauts jusqu’aux premières lueurs de l’aube, vers six heures. Les combats, d’une âpreté remarquable, laissèrent le bataillon de Deakin largement décimé. Seule une poignée d’hommes, guidée par leur commandant, parvint à s’échapper en franchissant à grand-peine la rivière Slim. Toutefois, la majorité des survivants tomba aux mains des troupes japonaises, notamment celles du 42e régiment.
À six heures trente, les engins blindés de Shimada s'avancèrent vers le second bataillon des Argyll and Sutherland Highlanders, placé sous les ordres du lieutenant-colonel Lindsay Robertson. Ce bataillon, d'active et aguerri, jouissait d'une réputation de redoutable unité de combat en milieu forestier, réputée parmi les plus émérites de l'armée britannique en Malaisie. Retranché dans les environs immédiats du village de Trolak, il avait pour mission de garantir la sûreté du quartier général de la douzième brigade dirigée par Stewart. Cependant, dépourvus d'obstacles antichars permanents et de champs de mines, les Argylls furent pris de court par l’approche fulgurante des forces japonaises. L’alerte leur parvint tardivement, véhiculée par des cipayes affolés issus du régiment d’Hyderabad, lesquels s’étaient employés, en vain, à dresser un barrage routier. Dans cette confusion, les quatre premiers chars japonais furent confondus avec des Bren Carriers du Pendjab et progressèrent sans encombre à travers les positions des Argylls, fragmentant méthodiquement le bataillon. Ces véhicules atteignirent bientôt le pont ferroviaire, tandis que l’infanterie d’Ando, accompagnée du reste de la colonne blindée, achevait d’encercler les forces britanniques, interdisant tout repli par la route. Ainsi morcelés, les Argylls se retrouvèrent contraints de combattre en petits détachements autonomes. Ces derniers résistèrent avec âpreté, infligeant un retard notable à l’avancée ennemie, bien supérieur à celui concédé par les deux autres bataillons. Leur tenace opposition se prolongea jusqu’à environ sept heures trente. Les compagnies B et C, commandées par le colonel Robertson et stationnées à l’est de la route, s’efforcèrent de déborder l’assaut japonais en traversant une plantation d’hévéas pour s’enfoncer vers le sud dans les profondeurs sylvestres. Ce mouvement, effectué par groupes épars, permit à quelques hommes de subsister dans la jungle plusieurs semaines durant. À l’ouest de la route, une compagnie dirigée par le lieutenant Donald Napier, descendant du général britannique Charles Napier, réussit à échapper à l’enveloppement nippon et franchit la rivière avant la destruction du pont ferroviaire. La compagnie D, plus septentrionale, fut en revanche contrainte à une dispersion similaire à celle des groupes sous Robertson, cherchant désespérément à rallier les lignes alliées. La majeure partie de ses membres fut capturée avant même d’atteindre le cours d’eau. Le bilan, d’une sévérité accablante, ne vit que quatre-vingt-quatorze soldats des Argylls répondre à l’appel le huit janvier, la majorité provenant de la compagnie A sous Napier.

### Atrocités

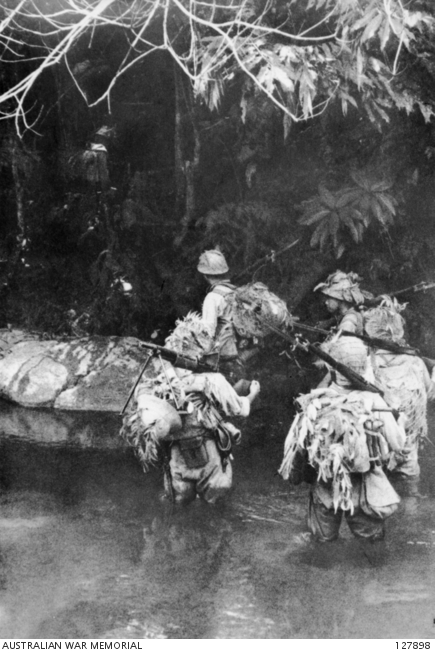
Troupes japonaises traversant un ruisseau dans la jungle.

Un épisode d'une singulière barbarie perpétré par les forces nippones se déroula dans la région des plantations d’hévéas environnant Trolak, au cours du conflit mondial. En ce lieu, étaient rassemblés plusieurs blessés appartenant aux régiments d’Argyll et d’Hyderabad, qui avaient été capturés après de rudes affrontements. Le sous-lieutenant Ian Primrose, après avoir recouvré ses esprits à la suite d’une blessure contractée lors des combats, fut témoin d’une scène empreinte d’une cruauté inexorable. Les soldats japonais, procédant à une sélection arbitraire, séparèrent les blessés en deux groupes : d’une part, ceux qui déclaraient pouvoir se déplacer ; d’autre part, ceux qui affirmaient en être incapables. Le sous-lieutenant Primrose, discernant le danger imminent, se rangea parmi les premiers, ce qui devait s’avérer providentiel. En effet, les militaires nippons, d’une inhumanité implacable, exécutèrent sans hésitation les blessés alités, tant par l’usage du sabre que par celui de la baïonnette. Les rescapés, quant à eux, furent contraints, sous la menace, d’ensevelir les corps de leurs camarades et de porter assistance aux blessés japonais, accomplissant ainsi de pénibles travaux dans des conditions effroyables.

### Les positions de la28eBrigade
Avant d'atteindre la 28e brigade Gurkha, les véhicules blindés de Shimada se virent offrir une cible idéale sous la forme du 5/14e Punjabis du lieutenant-colonel Cyril Livesy Lawrence Stokes, qui se déployaient en longues colonnes, en ordre de marche, de part et d'autre de la route de Trolak. Les Punjabis de Stokes se dirigeaient en direction de la brigade de Stewart afin de la renforcer. À l'avant des trois premiers chars de Shimada se trouvait le lieutenant Sadanobu Watanabe, qui mena ses blindés directement à travers les rangs des Punjabis de Stokes, les mitrailleuses déchaînant leurs rafales sur les cibles parfaites offertes par les soldats en formation serrée. Le 7 janvier 1942, le lieutenant-colonel Stokes fut blessé dans une attaque menée par des chars alors qu'il et le major Lewis se dirigeaient vers la ligne de front. Le lieutenant-colonel Stokes succomba de ses blessures en captivité le 15 février 1942. Son bataillon subit d’importantes pertes avant que les blindés de Watanabe poursuivent leur avancée vers le pont routier, le 5/14e Punjabis comptant encore 146 officiers et soldats au 8 janvier. À 8 heures, les principaux chars japonais atteignirent la zone du quartier général de la brigade de Selby. La 28e brigade ignorait totalement le sort réservé à la brigade de Stewart, et les Japonais déchaînèrent leurs forces plus rapidement, dispersant les 2/2e et 2/9e Gurkhas, répartis autour du quartier général de la brigade de Selby. Bien que de lourdes pertes aient été infligées, un grand nombre de soldats de ces deux bataillons parvinrent à traverser le pont ferroviaire avant que la principale force japonaise n'atteigne leur position.
Ainsi, à l'instar des Pendjabis, le dernier bataillon de la brigade de Selby, composé du 2/1er Gurkha sous les ordres du lieutenant-colonel Jack Oswald Fulton, avançait de part et d'autre de la voie lorsqu'ils furent atteints par les chars japonais. Toutefois, cette fois-ci, la colonne des Gurkhas se trouvait dos aux Japonais qui approchaient, et les chars de Watanabe les surprirent par derrière. L'ampleur des pertes s'avéra alors encore plus élevée que celle des Pendjabis. Un officier et vingt-sept autres soldats purent répondre à l'appel le jour suivant. Quant à Fulton, blessé au ventre et fait prisonnier, il succomba à ses blessures après deux mois de captivité.

### Les ponts
Les blindés de Shimada avaient alors percé les deux brigades, pénétrant ainsi dans la zone arrière de la 11e division indienne, et s'orientaient vers les deux ponts. Abandonnant le pont ferroviaire en direction de Shimada et de la force japonaise principale, le lieutenant Watanabe prit la direction du pont routier, plus crucial, situé à six milles. Lors de cette attaque, Watanabe avait traversé l'artillerie, les unités médicales et autres détachements de soutien positionnés devant le pont routier. Deux colonels d'artillerie britanniques furent pris au dépourvu et périrent, fauchés alors qu'ils circulaient sur la route, victimes de cette offensive fulgurante. Arrivant au pont routier vers 8h30, Watanabe constata qu'il était défendu par une batterie de canons antiaériens Bofors de 40 mm, provenant du régiment d'artillerie de Singapour et de Hong Kong. Bien que deux de ces canons aient tenté de réagir en abaissant rapidement leur bouche à feu pour riposter contre les chars, leurs projectiles n’eurent aucun effet sur le blindage, et les artilleurs prirent la fuite. Watanabe, pour sa part, se hâta de couper les fils des charges de démolition reliant le pont à sa destruction, usant de son sabre pour ce faire. Il était encore tôt dans la journée, et l'attaque japonaise avait réussi à disperser l'ensemble de la 11e division indienne, contraignant la majorité de ses survivants à se replier, cherchant désespérément à traverser la rivière Slim.
Dans la dernière partie de cette attaque de 25 kilomètres de type Blitzkrieg, Watanabe, désormais en contrôle du pont routier, envoya une force de trois chars sous le commandement de l'enseigne Toichero Sato pour explorer l'autre côté de la rivière. Sato a voyagé 4 km avant de rencontrer plus d'artillerie britannique, sous la forme de deux obusiers de 4,5 pouces du 155e régiment d'artillerie de campagne, RA. Le char de Sato a ouvert le feu sur le premier canon, le retournant et bloquant la route. Les artilleurs du deuxième canon ont réussi à abaisser leurs canons à temps pour tirer sur les chars à bout portant. Le char de Sato a été touché et détruit, le tuant et forçant les deux autres chars de sa force à se retirer vers le pont routier.

## Conséquences
Il semblerait que même certains Britanniques, qui avaient enduré de terribles souffrances lors de ce combat, fussent frappés de stupeur par la fulgente assaut. Le lieutenant-colonel Arthur Harrison, commandant d'artillerie britannique ayant miraculeusement échappé à une mort certaine sous les chenilles du char de Watanabe, exprima avec une clarté qui trahissait une certaine admiration :

« Sans se soucier du danger ni de leur isolement, ils avaient brisé la division : ils avaient capturé le Pont Étroit par leur détermination téméraire et courageuse. »

Le lieutenant-colonel Stewart, écrivant à l’historien officiel après la guerre, a déclaré à propos de la bataille :

« On me critique à juste titre pour l'emplacement du quartier général de la brigade et pour ne pas avoir utilisé l'artillerie de campagne dans un rôle antichar... Ce n'est pas une excuse, mais je n'avais jamais participé à un exercice intégrant une défense antichar coordonnée ou ce type d'attaque. L'utilisation de chars sur une route la nuit a été une surprise. »

La 11e division d'infanterie indienne avait enduré d'énormes pertes, bien que certains de ses éléments fussent parvenus à revenir pour participer aux combats autour de Singapour. Cependant, un grand nombre d'autres restèrent dispersés dans la jungle après la reddition, et nombre de ces survivants furent capturés. Quelques-uns, parmi lesquels le lieutenant-colonel Lindsay Robertson, un homme aux opinions bien tranchées sur la question de la reddition, et son groupe d’Argylls, tentèrent de fuir la capture, mais ne purent suivre l'avancée fulgurante des forces japonaises. Le 20 janvier 1942, Robertson perdit la vie. Les derniers survivants des deux brigades furent disséminés à travers toute la péninsule malaise. Certains Argylliens restèrent encore en liberté jusqu'en août 1945. Un sous-officier Gurkha, Naik Nakam Gurung, fut retrouvé en octobre 1949, lors de l'urgence malaise, après avoir vécu dans la jungle depuis 1942. Quant à la 12e brigade indienne, elle avait quasiment cessé d'exister, tandis que la 28e brigade n’était plus qu’une ombre de son ancienne grandeur.
La 12e brigade de Stewart ne comptait que 430 officiers et soldats, dont 94 officiers et hommes des Argylls. La brigade de Selby se trouvait dans une situation légèrement plus favorable, avec 750 hommes répondant à l’appel le lendemain. En tout, la 11e division perdit environ 3 200 hommes et une grande quantité de matériel irremplaçable. Les Japonais avaient réussi à attaquer une division sur une distance de dix-neuf milles et à prendre deux ponts à un coût minime pour eux-mêmes, le tout avant l’heure du déjeuner. Le général Wavell, après avoir rencontré les survivants de la bataille, fut profondément consterné par leur état de dénuement et ordonna à la 11e division indienne de se retirer de la ligne de front. Cette défaite britannique ouvrit la voie aux Japonais, leur permettant de prendre Kuala Lumpur sans rencontrer de résistance. Wavell enjoignit alors à Percival de se replier vers le sud de la Malaisie, abandonnant ainsi la Malaisie centrale, et d’autoriser ensuite la 8e division australienne à engager la confrontation avec l’armée japonaise.
La dévastation causée par cette courte bataille a également conduit le lieutenant-général Percival à changer sa tactique de positions défensives préparées et à ordonner une retraite rapide vers le sud, où une embuscade serait préparée au pont de Gemensah par les Australiens,.